# Guatteria eugeniifolia
Guatteria eugeniifolia este o specie de plante angiosperme din genul Guatteria, familia Annonaceae, descrisă de A. Dc. și Robert Elias Fries. Conform Catalogue of Life specia Guatteria eugeniifolia nu are subspecii cunoscute.